# Лунчэн
Лунчэ́н (кит. упр. 龙城, пиньинь Lóngchéng) — район городского подчинения городского округа Чаоян (КНР).

## История
В 341 году на этих землях был построен город Лунчэн (龙城) в качестве столицы государства Ранняя Янь.
В 1980 году урбанизированная часть уезда Чаоян была выделена в город Чаоян. Постановлением Госсовета КНР от 30 июня 1984 года округ Чаоян был расформирован, а вместо него был образован городской округ Чаоян; из одной волости бывшего города Чаоян и четырёх волостей уезда Чаоян был сформирован новый район, получивший название «Лунчэн» в честь древнего города.

## Административное деление
Район Лунчэн делится на 6 уличных комитетов и 6 посёлков.

## Соседние административные единицы
Район Лунчэн граничит со следующими административными единицами:
- Район Шуанта (на востоке)
- Городской уезд Бэйпяо (на северо-востоке)
- Уезд Чаоян (вся остальная граница)